# Stade du 26-Mars
Le stade du 26-Mars est un stade de football situé à Bamako, au Mali. Il est inauguré en janvier 2001 pour l’organisation de la Coupe d'Afrique des nations de football 2002.
Sa capacité de 50 000 places en fait le plus important stade malien et l'un des plus importants de l'Afrique de l'Ouest. Son nom est une référence au coup d’État ayant mis fin au règne de Moussa Traoré, le 26 mars 1991.

## Histoire
Construit par une entreprise chinoise en partenariat avec des entreprises maliennes, le stade du 26-Mars a nécessité 10 000 tonnes de ciment et autant de fer. Le coût de ce stade s'est élevé à 25 millions d'euros, financé par le budget de l’État à hauteur des deux tiers et par un prêt du gouvernement chinois. 
Le stade est situé à 10 kilomètres du centre-ville sur la rive droite, et couvre une superficie de 7 hectares avec des ouvrages modernes. Il comprend une arène principale gazonnée et éclairée et un terrain annexe, une piste d’athlétisme en tartan de huit couloirs et une salle de tennis de table. Il est orné d'une statue en aigle qui symbolise l'emblème du football malien.
Le stade accueille les matchs importants de l'équipe nationale A et a accueilli le match d'ouverture et la finale de la CAN 2002.

## Évènement particulier
Le 19 septembre 2013, Le stade a été le théâtre des cérémonies d'investiture du président malien Ibrahim Boubacar Keïta, en présence du président français François Hollande .